# Planta del Carmen
Planta del Carmen är en ort i Mexiko.   Den ligger i kommunen Cerro de San Pedro och delstaten San Luis Potosí, i den centrala delen av landet, 400 km nordväst om huvudstaden Mexico City. Planta del Carmen ligger 1 842 meter över havet och antalet invånare är 324.
Terrängen runt Planta del Carmen är platt åt sydväst, men åt nordost är den kuperad. Runt Planta del Carmen är det tätbefolkat, med 550 invånare per kvadratkilometer. Närmaste större samhälle är San Luis Potosí, 10,6 km väster om Planta del Carmen. Trakten runt Planta del Carmen består till största delen av jordbruksmark.